# دهستان کوهستان (بهشهر)
کوهستان، دهستانی است از توابع بخش مرکزی شهرستان بهشهر در استان مازندران ایران.

## جمعیت
براساس سرشماری سال ۱۳۸۵ جمعیت آن ۱۷۴۲۰ نفر (۴۴۵۳ خانوار) بوده‌است.